# Куч
Куч (на албански: Kuç) е село в Албания, в община Девол, част от административната област Корча.

## География
Куч е разположено в областта Девол източно от град Корча и на няколко километра западно от албано-гръцката граница, на река Девол.

## История
На Етнографската карта на Битолския вилает на Картографския институт в София от 1901 година Куч Бала е чисто албанско мюсюлманско село в Корчанската каза на Корчанския санджак с 35 къщи.
Георги Христов обозначава на картата си селото като Горни Куч.
До 2015 година селото е част от община Център Билища.